# Стодзев
Стодзев (пол. Stodzew) — село в Польщі, у гміні Парисув Ґарволінського повіту Мазовецького воєводства.
Населення — 274 особи (2011).
У 1975-1998 роках село належало до Седлецького воєводства.

## Демографія
Демографічна структура станом на 31 березня 2011 року:
|          | Загалом | Допрацездатний вік | Працездатний вік | Постпрацездатний вік |
| -------- | ------- | ------------------ | ---------------- | -------------------- |
| Чоловіки | 147     | 37                 | 95               | 15                   |
| Жінки    | 127     | 30                 | 69               | 28                   |
| Разом    | 274     | 67                 | 164              | 43                   |